# Linéarisation de Hubbert
La linéarisation de Hubbert est une manière de représenter graphiquement des données de production afin d’estimer deux paramètres importants d’une courbe de Hubbert ; le rythme de croissance logistique et la quantité de ressources qui pourra in fine être extraite. La courbe de Hubbert est la dérivée première d’une fonction logistique, qui a été utilisée pour modéliser la déplétion pétrolière, prévoir le pic de Hubbert, modéliser l’accroissement démographique et la déplétion des ressources minérales finies. Cette technique a été proposée par Marion King Hubbert dans un article de 1982 . Le géologue Kenneth S. Deffeyes a appliqué cette technique pour établir une prévision du pic de production mondiale de pétrole conventionnel .

## Principe
La première étape de la linéarisation de Hubbert consiste à représenter les données de production (P), exprimées comme une fraction de la production cumulée (Q), comme une fonction de  la production cumulée. Cette représentation exploite le caractère linéaire de l’équation différentielle logistique :
{\displaystyle {\frac {dQ}{dt}}=P=KQ\left(1-{\frac {Q}{RRIF}}\right)\qquad {\mbox{(1)}}\!}
où K représente le rythme de croissance logistique, et RRIF la Ressource Récupérable In Fine. On peut réécrire (1) comme suit :
{\displaystyle {\frac {P}{Q}}=K\left(1-{\frac {Q}{RRIF}}\right)\qquad {\mbox{(2)}}\!}

Exemple de Linéarisation de Hubbert appliqué à la production de pétrole brut dans les 48 États intérieurs des États-Unis.

La relation ci-dessus est une fonction affine dans le plan P/Q versus Q. Par conséquent, une régression linéaire sur les points correspondant aux données permet d’obtenir une estimation de son coefficient directeur et de son ordonnée à l'origine, à partir desquels on déduit les paramètres de la courbe de Hubbert :
- le paramètre K est l’ordonnée à l’origine.
- le coefficient directeur (ou pente) est égal à -K/RRIF, dont on déduit la valeur de RRIF.

## Exemples

### Production de pétrole en Norvège et aux États-Unis
Le graphique ci-contre donne un exemple d’application de la technique de linéarisation de Hubbert au cas de la production de pétrole brut dans les 48 États intérieurs des États-Unis. La régression linéaire des données entre 1956 et 2005 (en vert) donne un RRIF de 199 milliards de barils (Gb) et un rythme de croissance logistique K de 6 %.

Autres exemples
Linéarisation de Hubbert sur la production pétrolière de la  Norvège
Courbe de Hubbert sur la production pétrolière de la Norvège
Linéarisation de Hubbert sur la production pétrolière des États-Unis
Courbe de Hubbert sur la production pétrolière des États-Unis

## Autres techniques

### Linéarisation seconde de Hubbert
Le principe de linéarisation de Hubbert peut être étendu aux dérivées secondes en calculant la dérivée de (2) :
{\displaystyle {\frac {dP}{dt}}{\frac {1}{P}}=K\left(1-2{\frac {Q}{RRIF}}\right)\qquad {\mbox{(3)}}\!}
le terme de gauche est généralement appelé rythme de déclin.

### La parabole de Hubbert
Cette représentation a été proposée par Roberto Canogar et appliquée au problème de la déplétion pétrolière :
{\displaystyle P=KQ-{\frac {K}{RRIF}}Q^{2}\qquad {\mbox{(4)}}\!}